# Пуњена јаја
Пуњена јаја (позната и као deviled eggs) су тврдо кувана јаја која су ољуштена, пресечена на пола и пуњена пастом направљеном од жуманаца помешаних са другим састојцима као што су мајонез и сенф.  Углавном се служе хладна као прилог, предјело или главно јело током окупљања или забаве. Порекло овог јела се може видети у рецептима за кувана, зачињена јаја још у старом Риму, где су се традиционално служила као прво јело.   Јело је популарно у Европи и Северној Америци.

## Етимологија
Реч deviled, која се односи на храну, била је у употреби у 18. веку, а прва позната штампана референца појавила се 1786.  У 19. веку се најчешће користила уз зачињену или љуту храну, укључујући јаја припремљена са сенфом, бибером или другим састојцима пуњеним у шупљини жуманца.  Сличне употребе "devil" (ђавола) за зачињену храну укључују ђаволску шунку и fra diavolo сос (од италијанске речи за ђавола).
На црквеним окупљањима у деловима јужног и средњег запада Сједињених Држава, уместо њих се користе термини „пуњена јаја“, „јаја за салату“ и „обучена јаја“, због табу речи против помињања ђавола у одређеним деноминацијама хришћанства. 

## Историја
Пуњена јаја могу се пратити још од старог Рима, где су кувана јаја приливена зачињеним сосовима и служена као предјело током окупљања и гозби. Послуживање јаја приликом забављања гостију било је толико уобичајено за богате Римљане, да су чак имали и изреку за то, „ab ova usque ad mala“, што значи „од јаја до јабука“, или од почетка оброка до краја. 
Рецепти за тврдо кувана јаја пуњена зачинским биљем, сиром и сувим грожђем налазе се у кулинарским текстовима средњевековне европске кухиње. 
Верује се да је најранији познати рецепт за пуњена јаја, и онај који највише личи на модерно пуњено јаје, написан у Андалузијском региону Шпаније током 13. века. Према енглеском преводу рецепта који се налази у неименованој андалузијској куварици из 13. века, кувана жуманца су помешана са коријандером, бибером и соком од лука, затим умућена са сосом од ферментисаног јечма или рибе, уљем и соли. Смеша је затим пуњена у издубљена беланца, а две половине јајета су спојене са малим штапићем и посуте бибером.    
Најранији познати амерички рецепт за пуњена јаја штампан је у Montgomery Advertiser-у, локалној новинској публикацији у Монтгомерију, Алабама, 1877.  Први познати рецепт који сугерише употребу мајонеза као састојка у јајима је у верзији америчког кувара из 1896. под називом The Boston Cooking School Cook Book од Фани Фармер.     

## Припрема и састојци
Охлађена тврдо кувана јаја се ољуште и преполове по дужини, а затим се изваде жуманца. Жуманца се затим изгњече и помешају са разним другим састојцима.  Они обично укључују производе на бази масти (као што су путер, павлака или мајонез) са зачињеним и/или пикантним састојцима за контраст укуса (и, понекад, текстуре). У једном рецепту су жуманца умућена са мајонезом, дижон сенфом, сирћетом, слатким краставцима и сољу и бибером.  Мешавина жуманаца се затим убацује у сваку „чашицу“ јаја коју формирају половине беланаца.
Избор састојака се увелико разликује и не постоји стандардни рецепт. Иако је мајонез најчешћи, у неким рецептима се користи путер, а слатки краставци понекад замењују киселе. 
У Сједињеним Државама, пуњена јаја су уобичајено јело које се обично сервира као предјело или предјела током окупљања и забава.  Ова јаја су била популарно јело у Сједињеним Државама још од 1920-их. Године 1923, Ванда Бартон је у својој новинској колумни „Home-Making Helps“ предложила да се сачувају кутије за јаја, јер су „добре за ношење куваних или пуњених јаја“.  Од 1940-их, пуњена јаја постала су основна храна на пикницима, забавама и окупљањима у Сједињеним Државама.  Према онлајн анкети коју је наручио Мекормик 2019. године, скоро 61 одсто Американаца планирало је да направи и/или једе пуњена јаја током Ускршње недеље те исте године. 
У многим европским земљама, посебно у Белгији, Француској, Холандији и Немачкој, служи се варијација позната као „руска јаја“. Састоји се од јаја исечених на пола, сервираних са смесом од поврћа и украшених мајонезом, першуном и парадајзом.  Супротно ономе што би име могло сугерисати, јело не потиче из Русије; име му потиче од чињенице да се јаја служе на подлози од macédoine, која се понекад назива и "руска салата".
У Француској се јело назива œuf mimosa („јаје мимоза“, названо по изгледу стабла мимозе  ); у Мађарској, töltött tojás („пуњено јаје“) или kaszinótojás („казино јаје“); у Румунији, ouă umplute („пуњена јаја“); у Пољској, jajka faszerowane („пуњена јаја“); у Холандији gevuld ei („пуњено јаје“); у Шведској fyllda ägg („пуњена јаја“); на острву Малта bajd mimli („пуњена јаја“). У деловима Јужне Америке назива се huevos a la peruana („перуанска јаја“). 
У Шведској, пуњена јаја су традиционално јело за Ускршњи сто, где се жуманце помеша са кавијаром или павлаком, по жељи сецканим црвеним луком, и украшава се сецканим влашцем или копером, можда комадом инћуна или укисељене харинге. У француској кухињи, остали састојци су највероватније бибер и першун. У мађарској кухињи, жуманце се изгњечи и помеша са белим хлебом натопљеним млеком, сенфом и першуном, често се служи као предјело са мајонезом, или као главно јело печено у рерни са преливом од мађарске павлаке и сервирано са помфритом. Друге уобичајене ароме жуманца у немачкој кухињи су инћун, сир и капар.
У великом народном кувару Спасеније Пате Марковић дат је рецепт за пуњена јаја, у коме се тврдо кувана јаја секу на пола заједно са љуском. Беланца и жуманца се изваде из љуске, исецкају, помешају са младим луком и зачине сољу и бибером; смешом се пуни љуска и ове половине прже на масноћи окренуте надевом на масноћу, док не порумене. 
Поред тога, дају се и рецепти за ољуштена пуњена јаја, са различитим надевима (сарделе, земичке, першун, кисела павлака, млевено месо, џигерица, и др.)